# Stella Snead
Stella Snead, née le 2 avril 1910 à Londres et morte dans cette même ville le 18 mars 2006, est une artiste peintre surréaliste et photographe anglaise.

## Biographie
En 1916, la mère de Stella Snead quitte son mari souffrant de maladie mentale, cause d'accès de violence. Elle s'installe à Leicester. Sa fille suit une scolarité dans des écoles traditionnelles.

En 1919, Stella entre dans une école de secrétariat à Sutton (Surrey).

Au cours d'un voyage à Tenerife, en 1936, une amie lui donne l'envie de peindre et dès son retour à Londres, elle s'inscrit à l'académie du peintre Amédée Ozenfant qui a pour autre élève Leonora Carrington.

En 1938, Stella Nead part pour les États-Unis. À Seattle, elle retrouve Ozenfant et elle rencontre le peintre anglais Henry Moore. En 1940, elle s'installe à New York et découvre le Sud-Ouest des États-Unis.

Avec Leonora Carrington, elle fréquente le groupe surréaliste reconstitué à New York autour d'André Breton et Marcel Duchamp. Elle expose pour la première fois à la Gallery 10.
En 1942, elle refait un voyage dans le Sud-Ouest, puis en 1944, elle se rend au Mexique et En 1945, elle rentre en Angleterre.

En 1946, Stella Nead retourne aux États-Unis et s'installe au Nouveau-Mexique dont les paysages l'inspirent.
En 1949, E. L. T. Mesens l'invite à exposer dans sa galerie surréaliste de Londres.

En 1950, à cause d'une grave dépression, Stella Nead cesse de peindre. Elle entreprend alors de nombreux voyages, en Inde notamment.

En 1956, elle se passionne pour la photographie et le photo-collage.

En 1987, elle reprend goût à la peinture. Une grande partie de ses tableaux ayant été perdus, elle les recréé à partir de photographies en noir et blanc.

Longtemps ignorée en France, sa première exposition a lieu en janvier 2000 à la Galerie Minsky, à Paris.

## Œuvres
- « Woman with cats », 1936[1]
- « Begonias », 1936, huile sur toile
- « Ecstatic cow », 1943, huile sur toile, 72 × 54 cm, CFM Gallery, New York[2]
- « Smothered city », 1943, huile sur toile, 36 × 48 cm, CFM Gallery, New York[3]
- « Sulky lion », 1943, huile sur toile
- « Advancing monuments », 1946, huile sur toile, 84 × 66 cm, CFM Gallery, New York[4]
- « Animal kingdom », 1946, huile sur toile, 84 × 72 cm, CFM Gallery, New York[5]
- « Tomado », 1946, huile sur toile
- « Animal totems », 1947, huile sur toile
- « Tilting the horizon », 1949, huile sur toile
- « Crisis birds », 1950, huile sur bois
- « Cool garage », 1967, photo-collage, 33 × 42 cm, collection Victoria et Albert musuem, Londres[6]
- « For going up », 1975, photo-collage
- « Stupa yell' », 1978, photo-collage, 33 × 42, collection particulière, New York[7]
- « Snake tongue pier », 1989, huile sur toile
- « Black mesa », 1992, huile sur toile
- « Planetary figure », 1992, huile sur toile
- « Ladies from Afar », 1993, huile sur toile
- « Sandstorm », 1993, huile sur toile
- « Arrival on new planet », 1994, huile sur toile
- « Section of a labyrinth », 1994, huile sur toile
- « Signals from the Grotto », 1995, huile sur toile